# Marie Kraja
Pour l’article homonyme, voir Kraja.
Marie Kraja (24 septembre 1911, Zadar - 21 novembre 1999, Tirana) est une artiste lyrique albanaise.
Après avoir étudié la musique au conservatoire de Graz de 1929 à 1934, Marie Kraja embrasse une carrière de soprano qui la conduit à travers l'Europe. Plus tard elle chantera pendant plusieurs années à l'opéra de Tirana (en).
Elle a aussi enregistré de nombreuses chansons du répertoire folk albanais.
Elle a reçu plusieurs prix au cours de sa carrière dont la médaille d'artiste du peuple (en).
Depuis 1999, un festival d'opéra qui porte son nom a lieu à Tirana chaque année.